# Кричевский цементный завод
ОАО «Кричевцементношифер» — одно из крупнейших предприятий Республики Беларусь, специализирующееся на производстве строительных материалов.

## История

### Основание завода
К концу 20-х XX века годов БССР стояла на пороге индустриализации. Первый пятилетний план развития народного хозяйства страны предусматривал строительство ряда новых предприятий. Для успешного воплощения его в жизнь были нужны строительные материалы, особенно цемент. Советская Беларусь тогда цементных заводов не имела. Это обстоятельство и повлияло на дальнейшую судьбу Кричева, превратив его из местечка в индустриальный город. Дело в том, что в его окрестностях были открыты богатые залежи мела, глины и торфа, то есть всего необходимого для производства цемента. Наличие железной дороги и трудовых ресурсов — тоже весомый аргумент. Исходя из этого, в июле 1929 года Высший совет народного хозяйства СССР утвердил технический проект и рабочие треста «Белгосстрой» на пустыре у реки Сож приступили к подготовке места для строительства будущего предприятия мощностью 130000 тонн цемента в год.
1 мая 1930 года более тысячи человек пришли на стройплощадку и приступили к рытью котлованов для фундаментов главных объектов завода: печного, сырьевого и помольных отделений, тепловой электростанции. Уже в 1932 году основные общестроительные работы были завершены и был начат монтаж закупленного в Германии оборудования.
10 ноября 1933 года в 16.00 обжигалы (так тогда называли машинистов вращающихся печей) Иван Ковалев и Филипп Тихинский произвели розжиг печи, а 23 ноября Государственная комиссия подписала акт приемки в эксплуатацию нового цементного завода.
На проектную мощность завод вышел уже через семь лет в 1940 году. За это время работники привыкли к друг другу, сдружились и сложили крепкий и дружный коллектив.
Рядом с предприятием вырос посёлок рабочих, в котором была вся необходимая инфраструктура: средняя школа, клуб, магазины, бани, амбулатория и аптека. В ответ на заботу о себе рабочие и служащие наращивали объёмы выпуска продукции, брали повышенные обязательства, строили планы. Но реализовать их помешала война.

### Завод во время войны
Многие рабочие пошли на борьбу с врагом, а оставшиеся работали и за себя, и за тех, кто ушёл на фронт. Вскоре началась эвакуация оборудования и отправка его в тыл. Что не смогли эвакуировать — взорвали.
17 июля 1941 года оккупанты взяли Кричев. Они всеми силами пытали наладить производство цемента, для чего организовали концентрационный лагерь. Но у них так ничего и не получилось.
30 сентября 1943 года войска Западного фронта форсировали реку Сож и овладели Кричевом. А уже в ноябре начали поднимать из руин цементный завод.

### Завод в послевоенный период
В связи с освобождением от немецких захватчиков части территории БССР, Совнарком СССР и Центральный Комитет ВКП(б) постановили восстановить прежде всего промышленные предприятия. В списке был и Кричевский цементный завод.
В то время в стране была нехватка шифера, поэтому рядом с цементным заводом был построен завод, который выпускал кровельный материал — шифер. В феврале 1950 г. дал первую продукцию Кричевский шиферный завод, а 1 октября 1957 года оба завода объединились, образовав цементно-шиферный комбинат.
Послевоенный научно-технический прогресс двигает производство вперед, развивает и совершенствует его. Реконструкции проводятся одна за другой. Устаревшее оборудование заменяется новым, более совершенным и производительным. Вращающиеся печи переводятся на природный газ.
Работа завода обеспечивается мощной сырьевой базой, расположенного неподалеку месторождения «Каменка», которое введено в эксплуатацию в 1968 году.
В декабре 1962 была сдана в эксплуатацию вращающаяся печь № 3, в ноябре 1963 года — аналогичная вращающаяся печь № 4. В 1980 году проведены масштабные работы по реконструкции вращающей печи № 4 и заменен морально устаревший импортный холодильник клинкера на холодильник «Волга№-50 СА». В 1981 году реконструкции была подвергнута вращающая печь № 3.

### Новейшая история
Шагнув в XXI век, трудовой коллектив предприятия с каждым годом продолжает наращивать выпуск продукции. Если в 2006 году было произведено миллион тонн цемента, то в течение следующего года — уже 1 170 300 тонн. А годовое производство шифера в 2007 году достигло 88,8 миллиона условных плиток. В настоящее время, проектная мощность завода составляет 1,1 млн тонн цемента в год.
В 2008 году был реализован наиболее крупный проект на предприятии — замена двух старых печей на новую технологическую линию по обжигу клинкера.
С 26 января 2012 года Производственное Республиканское Унитарное предприятие «Кричевцементношифер» преобразовано в ОАО.
В 2013 году на ОАО «Кричевцементношифер» состоялся запуск нового завода по производству цемента «сухим» способом.
За 2015 год с завода было уволено 628 человек, полностью прекратилось производство на старом цементном заводе. В 2016 году количество рабочих уменьшилось ещё более чем на 450 человек.
По итогам финансовой деятельности Министерства финансов Республики Беларусь за 2015 год, предприятие «Кричевцементношифер» вошло в десятку самых убыточных предприятий Республики Беларусь.
За первые 4 месяца 2017 года предприятие «Кричевцементношифер» вошло в десятку лидеров по формированию бюджета Могилёвской области.

## Руководители
- Шолков Иван Сергеевич (1930 г.).
- Пикок Пётр Робертович (1930—1932 гг.).
- Карасёв Иван Григорьевич (1933 г.).
- Тимофеев Борис Александрович (1933—1937 гг.).
- Бакланов Григорий Митрофанович (1937—1939 гг.).
- Дачко Пётр Степанович (1939 г.)
- Коновалов Василий Тихонович (1943—1951 гг.).
- Галузо Владимир Алексеевич (1951—1961 гг.).
- Новиков Андрей Матвеевич (1961—1963 гг.).
- Ставер Олег Иванович (1963—1970 гг.).
- Моисеенко Иван Поликарпович (1970—1979 гг.).
- Полонский Аркадий Адольфович (1979—1980 гг.).
- Щукин Анатолий Никитович (1980—1985 гг.).
- Потапчик Антон Васильевич (1985—1998 гг.).
- Дудытко Николай Николаевич (1998—2011 гг.).[12]
- Скоцкий Леонид Иванович (2011—2013 гг.).
- 14 февраля 2015 года генеральным директором открытого акционерного общества «Кричевцементношифер» был выбран Корчевский Владимир Иванович.[13].

## Филиалы
- Барановичский комбинат железобетонных конструкций

Филиал «Новополоцкжелезобетон» ОАО «Кричевцементношифер». Архивировано из оригинала 29 мая 2017 года.

Филиал «Рогачевжелезобетон» ОАО «Кричевцементношифер»

Филиал «Молодечножелезобетон» ОАО «Кричевцементношифер». Архивировано из оригинала 20 мая 2017 года.

Филиал «Завод ЖБК г. Молодечно» ОАО «Кричевцементношифер». Архивировано из оригинала 12 мая 2017 года.